# Arnold Drakenborch

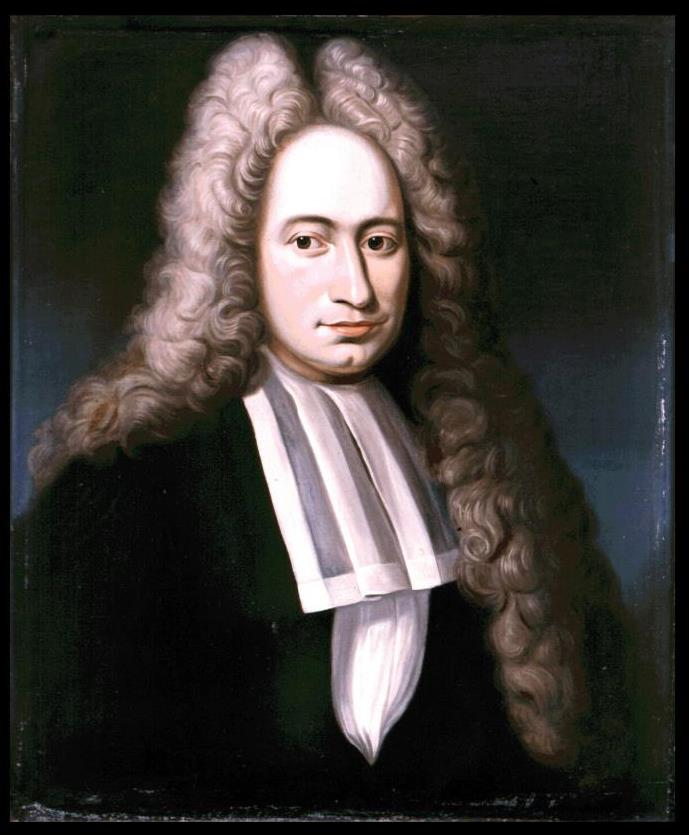
Arnold Drakenborch.

Arnold Drakenborch, född den 1 januari 1684 i Utrecht, död där den 16 januari 1748, var en nederländsk klassisk filolog.
Drakenborch, som var professor i historia och vältalighet samt bibliotekarie vid universitetet i Utrecht, utgav för sin tid värdefulla upplagor av Silius Italicus (1717) och Livius (7 band, 1738–1746; ny upplaga 1820–1829) med flera författare.